# Liji (socken i Kina, Henan, lat 31,91, long 115,53)
Liji (kinesiska: 李集, 李集乡) är en socken i Kina. Den ligger i provinsen Henan, i den centrala delen av landet, omkring 360 kilometer sydost om provinshuvudstaden Zhengzhou.
Genomsnittlig årsnederbörd är 1 451 millimeter. Den regnigaste månaden är juli, med i genomsnitt 275 mm nederbörd, och den torraste är januari, med 33 mm nederbörd.